# Hegyi Klára
Hegyi Klára (Budapest, 1940. december 27.) történészprofesszor, turkológus.

## Élete
1963-ban végzett az Eötvös Loránd Tudományegyetem történelem–török szakán. 1963–1964 között a MTA Történettudományi Intézetének ösztöndíjasa, 1964–1966 között tudományos gyakornoka, 1966–1969 között tudományos segédmunkatársa, 1969–1985 között tudományos munkatársa, 1985–2005 között tudományos főmunkatársa és 2005–2011 között tudományos tanácsadója.
1984-től a történelemtudányok kandidátusa (Török berendezkedés Magyarországon). 2004-től a MTA doktora (A budai vilajet várai és várkatonasága 1570-ig). 1991–1996 között a Miskolci Egyetem Történelem Tanszékének docense. 2012-től a MTA Bölcsészettudományi Kutatóközpont Történettudományi Intézetének kutató professor emeritusa. A Pázmány Péter Katolikus Egyetem Doktori Iskolájának tanára.
1970–1982 között a Magyar Történelmi Társulat titkára, 1991–1999 között főtitkára, 2011-től a revíziós bizottság elnöke volt. 2001-2007 között a MTA közgyűlési doktori képviselője, illetve 1991-1999 között, illetve 2012-től a MTA Történettudományi Bizottságának tagja volt. 1974–1992 között a Magyar–Bolgár Történész Vegyes Bizottság magyar tagozatának titkára. 1984–1986 között a Budavári Emlékbizottság titkára. 2011-től a MTA Könyvtári Bizottságának tagja.

## Elismerései
- 1983 Kiváló Munkáért
- 2001 Szakály Ferenc Emlékérem
- 2012 A Magyar Érdemrend tisztikeresztje
- 2015 Eötvös József-koszorú

## Művei
- 1965 A parasztvármegye kérdése a történeti irodalomban. Századok 1965
- 1973 Egy legenda története - A Provance-i magyar telepítés kérdése (16. század). Magyar Tudomány 18/10[1]
- 1975 Török tárgyú ismeretterjesztésünk kérdései - Gondolatok a Várak, törökök c. tévésorozat kapcsán. Történelmi Szemle 18
- 1976 Egy világbirodalom végvidékén
- 1977 A török közigazgatás és a magyar városi autonómia. Székesfehérvár évszázadai 3. Török kor - István Király Múzeum közelményei A. sorozat 15.
- 1981 A törökök berendezkedése meghódított országaikban. Történelmi Szemle 24/3
- 1983 Török berendezkedés a meghódított országokban. Világtörténet 1983/2
- 1983 A török birodalom magyarországi jövedelemforrásai. Századok 1983
- 1983 A várak és katonaságuk szerepe a törökök magyarországi berendezkedésében. In: Bodó Sándor - Szabó Jolán (szerk.): Magyarországi végvárak a XVI-XVII. században - Studia Agriensia 3
- 1986 Emberek és századok. Történelmi források a kezdetektől 1711-ig. Tankönyvkiadó, Budapest (tsz. Barta Gábor - Kertész István)
- 1986 Az oszmán birodalom Európában
- 1986 Hétköznapok és ünnepek. Budapest 24/5
- 1986 Tartományszékhely az oszmán birodalom peremén. Budapest 24/7
- 1988 Jászberény török levelei
- 1993 Török és tatár hódítók (tsz. Fodor Pál és Ivanics Mária)
- 1995 Török berendezkedés Magyarországon
- 1995 Török katonaság a Jászságban. Jászsági Évkönyv 1995
- 1996 Kereszténység és iszlám az Oszmán Birodalom balkáni és magyar tartományaiban. Korunk 1996/6
- 1996 Esztergom török őrsége a XVI–XVII. században. Limes - Tudományos szemle 9/1-2
- 1996 Eger a magyar és törk végvári rendszerben. In: Fodor László (szerk.): Az egri vár híradója 28
- 1997 Számítások a hódoltsági török várak haderejéről. In: Petercsák Tivadar (szerk.): Hagyomány és korszerűség a XVI-XVII. században - Studia Agriensia 17. Eger
- 1998 A hatvani szandzsák adóösszeírása 1570-ből (Bayerle Gusztáv)
- 1998 Veszprém török őrségei. In: Veszprém a török korban - Veszprémi Múzeumi Konferenciák 9.
- 1999 Pécs török katonái. Pécsi Szemle 2/4
- 2001 Az oszmán hatalom berendezkedése és működése. In: Zsoldos Attila (szerk.): Pest megye monográfiája 1/2. A honfoglalástól 1686-ig. Budapest
- 2001 Magyar és balkáni katonaparasztok a budai vilajet déli szandzsákjaiban. Századok 2001/6
- 2003 A szolnoki szandzsák török várai: Szolnok, Szentmiklós és Csongrád. Tisicum 13
- 2005 A temesvári vilájet népessége és katonaparasztjai. Történelmi Szemle 47/3-4
- 2005 A török Szekszárd. História 2005/6-7
- 2007 A török hódoltság várai és várkatonasága I-III. Budapest
- 2007 Török várkatonák családi állapota a 16. század közepén. Történelmi Szemle 49/2
- 2010 Török források Pécs 16. századi történetéhez. Pécs
- 2012 Egy török illetéklista tanulságai. In: A történettudomány szolgálatában. Tanulmányok a 70 éves Gecsényi Lajos tiszteletére. Budapest-Győr
- 2018 Török kori viszontagságok Bihar vármegyében. Korunk 2018/6